# Labidochromis
Labidochromis (Latein: „labium“ = Lippe + Chromis (Gattung von Riffbarschen, in der früher auch Buntbarsche beschrieben wurden)) ist eine Gattung afrikanischer Buntbarsche (Cichlidae). Sie leben endemisch im Malawisee in Ostafrika und gehören zu den an das Biotop der Felsküsten gebundenen Mbuna. Sie sind eng mit den Gattungen Pseudotropheus und Melanochromis verwandt.

## Merkmale
Labidochromis-Arten gelten als die Zwergbuntbarsche des Malawisees, sie bleiben relativ klein und werden in der Natur in den meisten Fällen nur 7 bis 8, seltener bis zu 10 cm lang. Charakteristisch für die Gattung sind die ein- oder zweispitzigen, nach vorne gerichteten Zähne auf der äußeren Zahnreihe, mit denen sie gezielt einzelne Wirbellose aus dem Felsaufwuchs aufpicken. Manche Arten sind wenig territorial, auch nicht die Männchen, und ziehen in kleinen Trupps umher.
Alle Labidochromis sind Maulbrüter und haben teilweise einen sehr starken Sexualdimorphismus, d. h. Männchen und Weibchen sehen unterschiedlich aus.

## Arten
Gegenwärtig (2024) gehören 19 beschriebene Arten zur Gattung Labidochromis. Außerdem sind zahlreiche bisher unbeschriebene Arten bekannt.

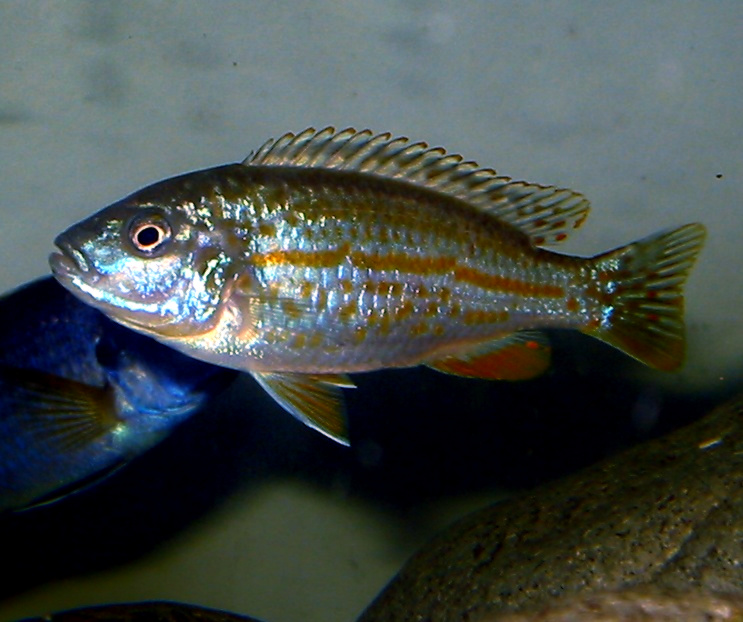
Labidochromis joanjohnsonae

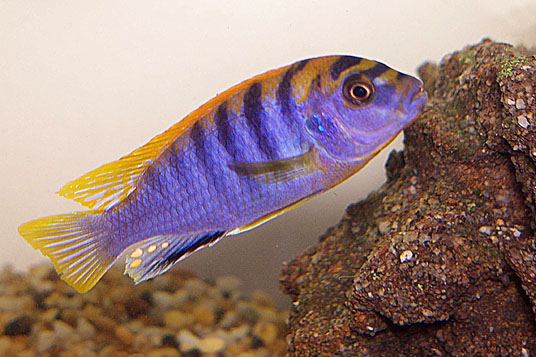
Labidochromis sp. "hongi"

- Labidochromis caeruleus Fryer, 1956
- Labidochromis chisumulae Lewis, 1982
- Labidochromis flavigulis Lewis, 1982
- Labidochromis freibergi Johnson, 1974
- Labidochromis gigas Lewis, 1982
- Labidochromis heterodon Lewis, 1982
- Labidochromis ianthinus Lewis, 1982
- Labidochromis joanjohnsonae Johnson, 1974
- Labidochromis lividus Lewis, 1982
- Labidochromis maculicauda Lewis, 1982
- Labidochromis mathotho Burgess & Axelrod, 1976
- Labidochromis mbenjii Lewis, 1982
- Labidochromis mylodon Lewis, 1982
- Labidochromis pallidus Lewis, 1982
- Labidochromis shiranus Lewis, 1982
- Labidochromis strigatus Lewis, 1982
- Labidochromis textilis Oliver, 1975
- Labidochromis vellicans Trewavas, 1935
- Labidochromis zebroides Lewis, 1982